# Луг (ирландская мифология)
Луг («Сияющий»; ирл. Lugh) — один из наиболее значительных богов племени Туата Де Дананн в ирландской мифологии, имеющий природу трикстера, схожего со скандинавским Локи. Также известен как Лавада (ирл. Lámhfhada; Длиннорукий), Илданах (ирл. Ildánach), Савилданах (ирл. Samhildánach), Лоннбемнех (ирл. Lonnbeimnech), Макниа (ирл. Macnia) и мак Этлень (ирл. mac Ethlenn) или мак Этненнь (ирл. mac Ethnenn). Другие именования — Луцетий (Loucetios) и Кельтский Меркурий.

## Бог кельтского пантеона

### Достоинства

#### Искусный (Самилданах)
«Всё, в чём искусен твой народ, постиг он один», — говорил привратник, встретивший Луга, Нуаду, королю Племен богини Дану. Луг является знатоком многих искусств и ремёсел (он и плотник, и кузнец, арфист, филид, сведущий в делах старины, врачеватель, кравчий, воитель и герой), за что носит прозвище Самилданах, что означает «опытный во многих искусствах», и Ламфада, «Длинные Руки» или «Меткий Стрелок», или Лавада, «Длиннорукий» (некоторые объясняют данное прозвище солярной природой Луга, сравнивая руку с лучом солнца).

#### Король Ирландии
Вместе с Дагдой и Нуаду Луг входит в триаду великих правителей Туата Де Дананн, сам Нуаду уступает королевский трон богу-герою в саге «О Битве при Маг Туиред». Иногда полагают, что Мак Грейне, один из трёх солярных королей-богов, правивших в конце эры туатов, и есть сам Луг. Луг также посвящает ирландских королей, символизируя собой принцип верховной власти. Именно во дворце Луга Конн получает королевскую инициацию.

#### Герой
Но, прежде всего, он тот, кто победил Балора, короля фоморов, во второй битве при Маг Туиред, тот, кто принёс победу туатам в этой войне. Луг также являлся отцом Кухулина, самого прославленного героя в ирландских сагах.

### Рождение Луга
Ещё до прихода в Ирландию туаты заключили с фоморами союз, и король фоморов, Балор, отдал свою дочь Этне (одна из форм имени Этайн) в жёны Киану, сыну Диана Кехта. От этого брака на свет и появился Луг. Таким образом, Луг не чистокровный туат, и Балор приходится ему дедом.
Существует однако другая версия о происхождении Луга, которая почерпнута из поздней сказки, записанной О’Донованом в XIX веке.
Балор узнал из пророчества, что ему суждено пасть от руки собственного внука. Единственным его ребёнком была Этлин. Боясь рока, король фоморов запер дочь в высокой башне на скалистом мысу Тор-Мор, что на острове Тори. Он поручил Этлин нянькам, которым был дан строгий наказ: дочь никогда не должна узнать, что на свете кроме женщин существуют мужчины.
Однажды Балор решил завладеть волшебной коровой туата Киана, которая давала невероятно много молока. Балор принял облик маленького мальчика и, обманув брата Киана, сторожившего корову, завладел чудесным животным. Чтобы отомстить Балору Киан по научению женщины-друида Бирог переоделся в женское платье и отправился в сопровождении Бирог на Тори. Там они постучались в башню Этлин и представились нянькам потерпевшими в море кораблекрушение. Войдя в расположение женщин, Киан смог пробраться к Этлин, красота которой была удивительна. Молодые понравились друг другу. Когда няньки очнулись ото сна, наведённого Бирог, Киан с его спутницей уже скрылись, а через какое-то время выяснилось, что дочь короля фоморов в тягости; в положенный срок принцесса разрешилась от бремени тремя сыновьями.
Балор пришёл в ярость, узнав о рождении внуков. Он велел немедленно их утопить в море. Слуга завернул малюток в полотно, но по дороге булавка раскололась, и один из младенцев, Луг, упал в небольшой залив, который по сей день называется бухтой Булавки. Бирог спасла выжившего мальчика и принесла его в дом Киана, а отец передал сына на воспитание брату-кузнецу.

### Луг в сагах

#### Подвиги сыновей Турена
Подготовка к битве с фоморами заняла год. В это время Луг отправил Киана, отца, на север, поднимать мужей Ульстера на борьбу. По дороге Киан встретил трёх сынов Турена, кровных врагов. Отец Луга пытался спастись бегством от преследователей, но в итоге сыновья Турена настигли Киана и убили его. Вскоре той же дорогой проходил Луг, и камни на равнине воззвали к нему, сообщив туату о том, как пал его отец. Луг поклялся отмстить и вернулся в Тару, резиденцию верховного короля Ирландии. Здесь он получил право стребовать виру с убийц. Луг повелел братьям принести магические предметы: три яблока, растущих в Саду Солнца, шкуру кабана, исцеляющую раны и немощи и принадлежащую королю Греции, волшебное копьё царя Персии, семь волшебных свиней короля Асала, правящего Золотыми Столбами (все страны — просто обозначения Сида), вертел, принадлежащий морским девам. А в конце повелел братьям-убийцам трижды прокричать на холме ярого воина Мохаэна, а братья были связаны обетом не повышать голоса на этом холме. Несчастные выполнили все тяжкие испытания; когда же пришло время исполнить последнее веление, братья вынуждены были с боем взять холм. Они убили Мохаэна, но и сами были смертельно ранены. Братья вернулись в Ирландию, где и погибли от смертельных ран, поскольку Луг отказался исцелить их с помощью волшебной шкуры кабана.

#### Вторая битва при Маг Туиред
Луг вёл свой народ во время битвы при Маг Туиред. В какой-то момент на поле боя появился один из королей фоморов, дед Луга, Балор. Его единственный глаз обладал чудовищной силой, способной убивать силой взгляда. «Когда же подняли веко Балора, метнул Луг камень из своей пращи и вышиб глаз через голову наружу, так что воинство самого Балора узрело его. Пал этот глаз на фоморов и трижды девять из них полегли рядом…»

#### Арфа Дагды
Луг и Огма сопровождали Дагду в лагерь фоморов, чтобы вернуть похищенную во время битвы арфу Дагды.

## Кельтский Меркурий
В своем описании Юлий Цезарь поставил Луга на первое место, как Меркурия. Надписи и монументы, посвящённые этому богу, встречаются в римскую эпоху по всей Галлии. Иконография галльского Меркурия часто сходна с его римским двойником — молодым, безбородым юношей, снабженным жезлом-кадуцеем, крылатым шлемом и кошельком и сопровождаемым петухом, козлом, бараном и черепахой. Но попадаются и изображения с бородой, в галльской одежде и с вороном (как на статуе из Леже).
Бога иногда сопровождает богиня, под греческим именем Майя (согласно греческой мифологии — мать Гермеса, с которым отождествлялся Меркурий) или галльским — Росмерта. Хотя исконное имя галльского Меркурия на материке и не сохранилось, практически нет сомнений, что он и ирландский Луг тождественны друг другу. Слова Цезаря, сказанные о первом «изобретателе всех искусств» почти буквально соответствуют эпитету ирландского Луга «Самилданах» — «умелец многих искусств» (это качество, которым отличается Культурный герой).
Имя Луг было широко распространено в кельтских землях: в Силезии — город Лигниц, в Голландии — Лейден, в Испании Луго, во Франции — Лайон и Лион. Мак Кейн полагает, что последний был избран Августом столицей римской Галлии и местом ежегодного фестиваля, проводившегося 1 августа, не случайно. Данный фестиваль являлся очевидным продолжением древнего кельтского праздника, посвященного божественному патрону города, и важно то обстоятельство, что в этот день отмечался повсюду в Ирландии праздник Lughnasadh — «памяти Луга». День Луга отмечался на вершине холма, в то время как в Галлии культ Меркурия был связан с высокими местами. Арверны установили одну из величайших статуй этого бога в древнем мире.

## В поп-культуре
Появляется в телешоу «Американские боги» по книге Нила Геймана с одноимённым названием. Предстаёт как лепрекон по имени Безумный Суини, сыгранный Пабло Шрайбером.
В аниме сериале "Лучший в мире асасин, переродившийся в другом мире как аристократ" главный герой Луг Туата Де, и в общем частично подходит под описание Героя.